# Beatrice M. Hinkle
Beatrice Moses Hinkle (San Francisco, California, 10 de octubre de 1874-28 de febrero de 1953) fue una pionera feminista, psicoanalista, escritora y traductora estadounidense, y una de las primeras psiquiatras.

## Biografía

### Primeros años y matrimonio
Hinkle nació en San Francisco, California, hija del médico B. Frederick Moses y Elizabeth Benchley Van Geisen. En 1892 se casó con Walter Scott Hinkle, un asistente del fiscal de distrito. Hinkle había considerado estudiar derecho, pero después de haber sido desanimada por su marido "con una buena carcajada", ingresó en el Cooper Medical College (ahora parte de la Universidad de Stanford) en 1895.

### Divulgación y traducción
En 1905, Hinkle se convirtió en la primera mujer médica en el país en ocupar un puesto de salud pública. Fue nombrada médica de la ciudad de San Francisco. Este hecho en particular fue muy importante en su carrera porque era la primera vez que a una doctora se le daba esa responsabilidad. En 1908 se mudó al este a la ciudad de Nueva York y (junto con Charles R. Dana) fundó la primera clínica terapéutica del país en los Estados Unidos en 1908 en la Cornell Medical School.
En 1909 decidió estudiar con el neurólogo austríaco Sigmund Freud y se fue a Viena. Si bien admiraba las contribuciones de Freud al psicoanálisis, más tarde rompió con sus enseñanzas y se encontró en desacuerdo con las rígidas hipótesis sexuales de los analistas estrictamente freudianos. La falta de reconocimiento de Freud a la autonomía psicológica de las mujeres la llevó a cambiar de opinión sobre la comprensión de Freud de la psique humana. Así, el pensamiento de Freud la empujó a alinearse con el grupo psicoanalítico que apoyaba las teorías de Carl Jung. Cansada de escuchar la afirmación de Freud de que la psique femenina era una derivación de la masculina, Hinkle regresó a Nueva York en 1915 decidida a difundir las palabras de Jung en Estados Unidos.
Una de las principales distinciones de Beatrice Moses Hinkle es que fue la primera en presentar los escritos de Carl Jung al mundo de habla inglesa. La consideración de Jung de la psique femenina como independiente de la de los hombres, atrajo la admiración de la Dra. Hinkle en tal grado que se convirtió en la traductora oficial de su trabajo en Estados Unidos. En 1916 tradujo del alemán su obra Wandlungen und Symbole der Libido (Transformaciones y símbolos de la libido) como Psychology of the Unconscious: A Study of the Transformations and Symbolisms of the Libido (Psicología del inconsciente: un estudio de las transformaciones y los simbolismos de la libido). Ella misma era una parte fundamental del libro ya que sus propias ideas fueron incluidas en este trabajo. Renovó estas teorías y siguió siendo una colaboradora constante. Hinkle agregó varias teorías propias que se construyeron a través de su experiencia personal con Freud y Jung. Amplió el contexto de términos como "complejo" y "represión". Explicó que:

este importante grupo de ideas o impresiones, las cuales surgen de la mente del paciente mientras es psicoanalizado, con los sentimientos y emociones agrupados a su alrededor y revelados a través de este proceso doloroso, fue llamado por Jung un complejo.

Hinkle pensó que una de las partes más atractivas de las teorías de Jung se refería al alivio de quienes se rebelaban contra el carácter represivo de la sociedad patriarcal que ocultaba la cosmovisión de Freud. En este aspecto, Jung propuso que la madre es la figura dominante real en la vida del niño y no el padre como lo estableció Freud. Esto también permitió una ruptura con el dominio masculino de la psicología freudiana sin desdibujar las distinciones tradicionales entre los roles psicosexuales masculinos y femeninos. Acerca de esta afirmación particular de Jung, Hinkle expresó:

El desarrollo de Jung de este punto de vista muestra muy claramente que, así como el problema del padre es el gran hecho de la psicología de Freud, el problema de la madre es la esencia de Jung, con la lucha continua entre las dos grandes fuerzas del amor y el poder.

Hinkle fue miembro de la comunidad feminista establecida en Greenwich Village, el Heterodoxy Club, dando crédito al grupo al ser la única psicoanalista profesional y capacitada. Fue siendo miembro de este grupo como comenzó a escribir, incluyendo contribuciones ocasionales al Progressive Education Survey y al Harper's Magazine. Sus temas aludieron a los derechos de la mujer, el sufragio femenino y a cuestiones relacionadas con el divorcio, el individualismo y el estatus legal. Escribió a menudo sobre la necesidad de que las mujeres se liberasen de lo que denominó la "esclavitud psíquica" de estas hacia los hombres.
Su libro The Re-Creating of the Individual: A Study of Psychological Types and Their Relation to Psychoanalysis (La recreación del individuo: un estudio de tipos psicológicos y su relación con el psicoanálisis) fue reseñado favorablemente por The New York Times en 1923. Además de sus propios escritos y traducciones de Jung, también contribuyó a los libros The Book of Marriage (El libro del matrimonio) de Hermann Graf Keyserling y Our Changing Morality (Nuestra moral cambiante) de Freda Kirchwey.
Su ensayo autobiográfico fue publicado en 2003 en These Modern Women: Autobiographical Essays from the Twenties (Estas mujeres modernas. Ensayos autobiográficos de los años veinte), editado por Elaine Showalter.

## Obra

### Libros
- Jung, Carl Gustav (1949). Psychology of the Unconscious: A Study of the Transformations and Symbolisms of the Libido. Traducción inglesa de Hinkle en 1916 de Transformaciones y símbolos de la libido (1912). Incluida en Obra completa de Carl Gustav Jung. Volumen 5. Símbolos de transformación. Análisis del preludio a una esquizofrenia (1952), reelaboración posterior de Jung de la obra original en alemán. Versión completa y definitiva incluyendo todas las ilustraciones ausentes en la edición parcial previa, cuatro prólogos, así como el anexo: Fenómenos de sugestión pasajera o autosugestión momentánea: Miss Frank Miller (pseudónimo) de Nueva York. Traducción Rafael Fernández de Maruri. 600 páginas. 123 ilustraciones. Madrid: Editorial Trotta, 2012. ISBN 978-84-9879-335-2.
- The Re-Creating of the Individual: A Study of Psychological Types and Their Relation to Psychoanalysis (George Allen & Unwin, Londres, 1923).

### Lista parcial de artículos
- The Chaos of Modern Marriage, diciembre de 1925 (Harper's Magazine).
- Woman's Subjective Dependence Upon Man, enero de 1932 (Harper's Magazine).